# Scrabble
Scrabble es un juego de mesa en el cual cada jugador intenta ganar más puntos mediante la construcción de palabras sobre un tablero de 15×15 casillas cuadradas. Las palabras pueden formarse, siempre y cuando aparezcan en el diccionario estándar, de forma horizontal o verticalmente y se pueden cruzar.
Hasbro posee los derechos de explotación en Estados Unidos y Canadá, Mattel en el resto del mundo. Anteriormente era propiedad de Murfett Regency en Australia, hasta que fue comprado por J. W. Spear & Sons (ahora una filial de Mattel). También es conocido como Literati, Alfapet, Funworder, Skip-A-Cross, Scramble, Spelofun, Palabras Cruzadas, Intelect y Word for Word. El juego se vende en 121 países, en más de 30 idiomas distintos.  Hay aproximadamente 4 000 clubes de Scrabble en el mundo.
Es un juego tan popular, que aparece en un episodio de Los Simpson, donde Bart se inventa la palabra "KWYJIBO" para ganar la partida y enfurecer a Homer.

## Características

Diagrama de la configuración del tablero de Scrabble.
Triple palabra
Doble palabra
Triple letra
Doble letra

El juego se realiza entre 2, 3 o 4 jugadores (en general se juega de a 2), sobre un tablero de 15x15 casillas cuadradas, en las que cada jugador coloca sus fichas. Cada jugador recibe un número específico de fichas (o letras) extraídas aleatoriamente. Las letras se encuentran numeradas con su respectivo valor, obteniéndose por cada palabra formada una puntuación que depende tanto del valor de las letras empleadas como de la posición de dichas letras dentro del tablero.
En total hay 100 fichas, 98 marcadas con letras y dos en blanco (sin puntos, actúan como comodines usándose para reemplazar letras). Según su frecuencia de aparición, las letras tienen más o menos puntos, siempre las de mayor frecuencia valen menos. El tablero tiene también casillas de premiación, que multiplican el número de puntos concedidos: las casillas rojo oscuro son de "triple palabra", las rosas "doble palabra", azul oscuro "triple letra" y celeste "doble letra". El casillero central se marca con una estrella y cuenta como casilla de doble palabra; es obligatorio que el juego comience utilizando esta casilla.

## Historia

### Los inicios
En 1938 Alfred Mosher Butts, residente de Poughkeepsie, creó el juego como una variante de un juego anterior suyo llamado Lexiko.
En medio de la Gran Depresión en 1938, un arquitecto desempleado de Nueva York llamado Alfred Mosher Butts decidió crear un juego de mesa. Butts descubrió que hay tres tipos de juegos: juegos de movimiento, juegos de números y juegos de palabras. Juegos de movimiento son corrector y el ajedrez, juegos de números son Sudoku y Bingo, y los juegos de palabras son los anagramas y crucigramas. Butts se concentró en la última categoría que involucra tanto a las habilidades como al azar. Más tarde, el juego cambió de nombre a Criss-Cross.

### Lexiko
Lexiko se jugaba sin tablero de juego, y los jugadores anotaban puntos sobre la base de la longitud de las palabras que iban formando. Se obtenían puntos adicionales por utilizar letras poco comunes (B, F, H, M, P, V, W, Y) y un mayor número de puntos adicionales por emplear las letras más inusuales (J, K, Q, X, Z).
La manera como Butts calculó la frecuencia de aparición de las letras en su lengua y el correspondiente valor de cada una de ellas fue mediante un riguroso análisis de la portada del New York Times. Llegó a la conclusión de que el juego resultaba muy fácil si se incluían muchas "S", así que redujo el número a 4.
En 1933 Butts solicitó una patente para su juego Lexiko, que le fue denegada. Del mismo modo, cuando lo presentó a dos fabricantes de juegos, Parker Brothers y Milton Bradley, solo recibió una cortés negativa. Butts no tiró la toalla, y en los siguientes 5 años fabricó él mismo casi 200 juegos que regaló o vendió a sus amigos, pero Lexiko no llegó más lejos. No fue un éxito comercial.
Corría el año 1938 cuando Butts introdujo un elemento innovador en su juego. La gran popularidad de los crucigramas le proporcionó la idea de combinar las letras sobre un tablero de juego, formando palabras del mismo modo que en los crucigramas.
Lexiko cambió de nombre varias veces, llamándose sucesivamente New Anagrams, Alph, Criss-Cross y Criss-Crosswords. Butts dibujó él mismo con sus instrumentos de arquitectura los primeros tableros de juego para Criss-Crosswords, imprimiéndolos y pegándolos en tableros de ajedrez. Así mismo dibujó las letras de las fichas a mano, pegándolas en trozos de madera de 0,5 cm, cortados a la medida de las casillas del tablero.
A lo largo de los años siguientes, la mecánica del juego cambió paulatinamente. Por ejemplo, en un momento dado, la primera palabra del juego debía colocarse en la esquina superior izquierda del tablero. Sin embargo, muchas de las características del juego original de Butts se han conservado hasta nuestros días, por ejemplo, el tablero de 15 x 15 casillas o el atril de 7 fichas, así como el número de fichas de cada letra y los valores de las mismas, que se han mantenido igual desde 1938 hasta hoy.
Pero Criss-Crosswords obtuvo el mismo rechazo que Lexiko. De nuevo le fue denegada la patente para el juego y varios fabricantes rechazaron su propuesta. Durante un tiempo, Butts consideró la idea de fabricar y comercializar el juego con sus propios medios, pero pronto se dio cuenta de que no tenía espíritu de empresario y volvió a su trabajo como arquitecto. Con la entrada de Estados Unidos a la Segunda Guerra Mundial, Butts abandonó el desarrollo del juego hasta 1948.

### Primeros pasos
Y en ese momento se produjo un hito en la historia del juego, protagonizado por James Brunot, amigo de Butts y uno de los primeros en recibir uno de los juegos Criss-Crosswords que Butts había fabricado con sus propias manos. James Brunot y su esposa creían firmemente en el juego y decidieron arriesgarse a comercializarlo. James Brunot no solo confiaba en el juego, sino que disponía del tiempo y del espíritu empresarial necesarios para embarcarse en esta aventura comercial.
Así que Butts y Brunot llegaron a un acuerdo: a cambio de dar la autorización a Brunot para fabricar el juego, Butts recibiría un porcentaje de las ganancias de cada juego vendido.

### Nacimiento del Scrabble
Los Brunot decidieron que el juego necesitaba pequeñas modificaciones, por lo que reorganizaron la distribución de casillas con premio y simplificaron las reglas, que resultaban demasiado largas y complejas. Al mismo tiempo, empezaron a pensar en un nuevo nombre y solicitaron una patente, que se les concedió el 1 de diciembre de 1948. Pocos días después, tras largas consideraciones, decidieron llamar Scrabble al juego (esa palabra ya existía en inglés) y consiguieron registrarlo el 16 de diciembre de 1948.
Los Brunot empezaron vendiendo el juego en el salón de su casa de Newtown, en Connecticut. Brunot compraba las piezas para fabricar el juego y las montaba con ayuda de su esposa. Al principio, solo fabricaban 18 unidades diarias, debido al trabajoso proceso de estampar las letras en las fichas de madera una por una.
Durante 1949, el primer año de producción del juego por parte de los Brunot, montaron y vendieron 2251 juegos, teniendo un déficit de US$ 450. En los años siguientes, continuaron luchando y trabajando duro para comercializar el juego. En 1952 siguió la tendencia deficitaria, por lo que empezaron a pensar en abandonar el proyecto y Brunot se tomó unas vacaciones para considerar el futuro de su empresa.
Al volver, se encontró con una sorpresa: una avalancha de pedidos, debido a que los que lo habían adquirido lo recomendaban a sus amigos y conocidos. Había llegado el momento de trasladarse a un local más grande, así que se mudaron a un colegio abandonado cercano a su casa de Connecticut. En el último trimestre de 1952 se vendieron 37 000 unidades de Scrabble. Fue también en el año 1952 cuando Jack Strauss, el presidente de Macy's de Nueva York —los grandes almacenes más importantes del mundo—, aprendió a jugar a Scrabble durante sus vacaciones.
El juego le entusiasmó de tal manera que al volver a Nueva York pidió a su Departamento de Juegos que le mandaran unas cuantas unidades. No existen testimonios de cómo sucedió todo, pero el hecho es que su Departamento de Juegos tuvo que confesar que no vendían Scrabble. Macy's no solo empezó a vender Scrabble, sino que apoyó una campaña de promoción del juego que cautivó a miles de personas.

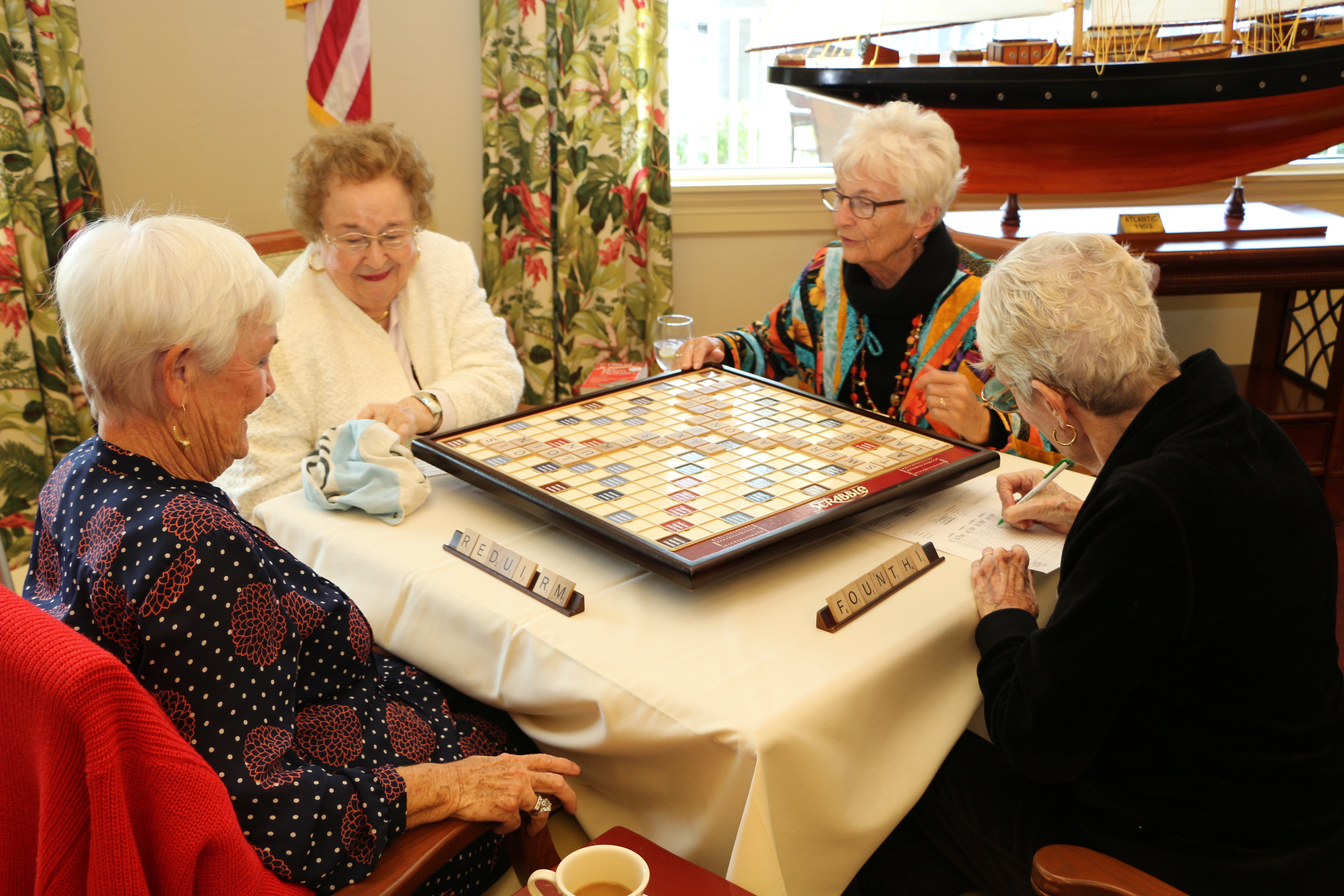
Cuatro personas jugando (2014).

### Actualidad

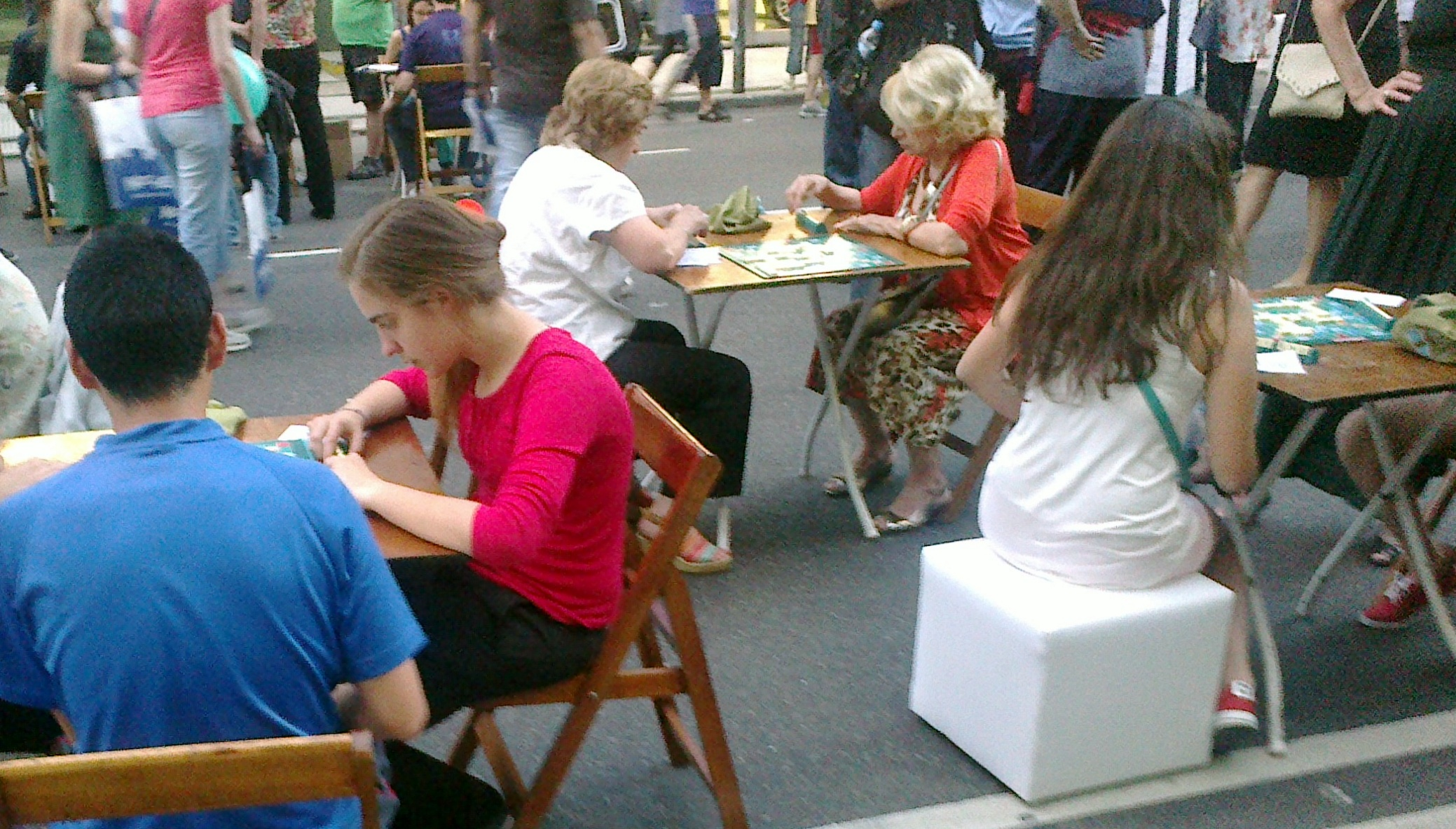
Difusión del juego en Buenos Aires a cargo de la Asociación Argentina de Scrabble, durante "La Noche de las Librerías".

En 1953, aunque la cifra de producción había aumentado a 6000 unidades por semana, Brunot se dio cuenta de que no podía satisfacer la extraordinaria demanda de Scrabble, así que cedió la licencia de fabricación a Selchow and Righter, en esa época el fabricante de juegos líder en Estados Unidos, que precisamente lo había rechazado unos años antes. Durante tres años, se tuvo que racionar el servicio de Scrabble a las tiendas, ya que la demanda no dejaba de aumentar y el fabricante no podía satisfacerla.
Mientras, la fiebre de Scrabble se extendió hasta Australia en 1953. Ese mismo año, J. W. Spear & Sons lanzaron el juego en Gran Bretaña, donde se convirtió en un éxito de ventas inmediato. Brunot acabó vendiendo los derechos de Scrabble en 1968 a Spear's para todo el mundo excepto para los Estados Unidos, Canadá y Australia (unos años más tarde consiguieron también los derechos para este último país). Los derechos quedaron repartidos de esta manera hasta la actualidad.
En 1986 Selchow and Righter vendieron los derechos a Coleco, que quebró en 1987. Y así sucedió que, 53 años después de rechazar el juego, Milton Bradley adquirió los derechos de Scrabble para los Estados Unidos y Canadá. En 1991 tuvo lugar el primer campeonato mundial (en inglés) de Scrabble en Londres, y el segundo se organizó en Nueva York en 1993. En español, se celebró el Primer Campeonato Internacional, en Madrid, en el año 1997. En 1998 se convocó al Segundo Campeonato Internacional en la Ciudad de México. El XIII campeonato mundial en español se realizó en Venezuela (en la Isla de Margarita) en octubre de 2009.
Desgraciadamente, James Brunot murió en octubre de 1984, por lo que nunca llegó a ver el primer campeonato mundial del juego, pero Alfred Butts sí tuvo la suerte de verlo (asistió a la competición de Nueva York y quedó maravillado al ver lo lejos que había llegado su invento).
Butts siguió jugando al Scrabble con su familia y sus amigos hasta el final de sus días. Este hombre modesto y sin pretensiones vivió para ver cómo su creación se convertía en un fenómeno mundial. Vivió hasta los 93 años, falleciendo en abril de 1993.
Hay 3 campeonatos del mundo de Scrabble, en español, en inglés y en francés.

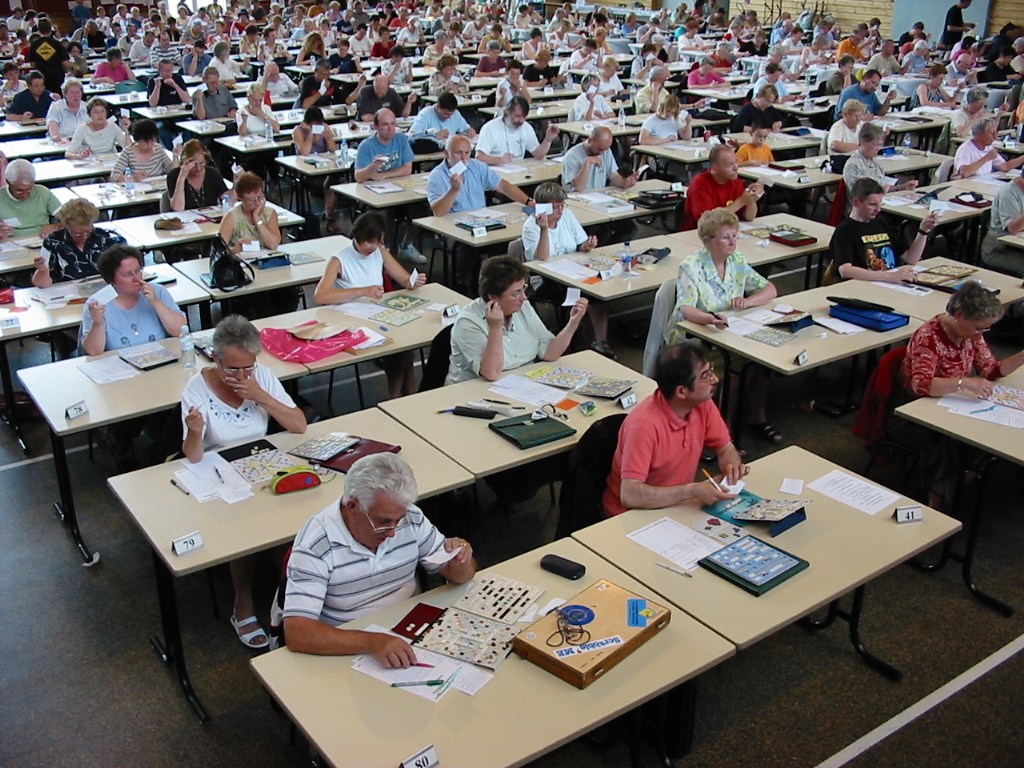
Un torneo de Scrabble.

### Distribución de letras en el Scrabble de habla hispana
Muchas ediciones del juego varían en la distribución de letras en las fichas porque la frecuencia de cada letra en el alfabeto es diferente para cada idioma. Como una regla general, la letra menos común obtiene más puntos.

Fichas de Scrabble en español (fuera de Norteamérica).

Los juegos en español vendidos fuera de Norteamérica usan estas 100 fichas:
- 2 fichas en blanco (0 puntos)
- 1 punto: A ×12, E ×12, O ×9, I ×6, S ×6, N ×5, L ×4, R ×5, U ×5, T ×4
- 2 puntos: D ×5, G ×2
- 3 puntos: C ×4, B ×2, M ×2, P ×2
- 4 puntos: H ×2, F ×1, V ×1, Y ×1
- 5 puntos: CH ×1, Q ×1
- 8 puntos: J ×1, LL ×1, Ñ ×1, RR ×1, X ×1
- 10 puntos: Z ×1,

Los acentos prosódicos son ignorados. Las letras K y W no están ya que se usan muy poco en palabras en español. De acuerdo a las reglas de la FISE (Federación Internacional de Scrabble en Español), una ficha en blanco no puede ser usada para representar K o W.
Usar una ficha C y una H en lugar de la ficha CH, dos fichas L para la ficha LL, o dos fichas R para la ficha RR tampoco está permitido en el Scrabble en español.
Los juegos en español vendidos dentro de Norteamérica (conocidos como Scrabble - Edición en español) usan un conjunto diferente de 103 fichas.

## Scrabble Help Tool
La popularidad de Scrabble en línea llevó al desarrollo de diversas Herramientas de Ayuda, como Scrabble Word Finder y Scrabble Cheat Boards.

## Otras obras relacionadas con el Scrabble

### En inglés
- Merriam-Webster's The Official Scrabble Player's Dictionary, cuya sexta edición se publicó en 2018. El OSPD es el libro oficial de Scrabble  más vendido.
- Word Freak de Stefan Fatsis (2001), una introducción al torneo Scrabble y sus jugadores. Mientras escribía el libro, Fatsis se convirtió en un jugador de torneos de alto nivel.
- The Scrabble Player's Handbook, editado por Stewart Holden y Kenji Matsumoto, y escrito por un grupo internacional de jugadores de torneos, que brinda la información que un jugador serio necesita para avanzar al éxito en los torneos. . No debe confundirse con el Manual oficial del jugador de Scrabble de Drue K. Conklin de 1976, The Official Scrabble Player's Handbook (El manual del jugador de Scrabble) está disponible para descarga gratuita.[10]

### En francés
- L'Officiel du jeu Scrabble 8 edición, Éditions Larousse, junio 2019.
- Le Scrabble pour les Nuls : Eugénie Michel, Éditions First.
- Gagnez au jeu Scrabble : varios autores, Éditions Larousse.
- Le Grand Guide Marabout du Scrabble : Michel Charlemagne, Éditions Marabout.
- Le Guide Marabout du Scrabble : Michel Charlemagne, Éditions Marabout.
- Mes mots en poche 2016 : Franck Maniquant y Jean-Pierre Géreau, Éditions Promolettres.
- 500 trucs pour être champion au Scrabble: Didier Clerc, Éditions Larousse.
- Le Scrabble en 10 leçons: Michel Charlemagne y Michel Duguet, Éditions Minerva.
- Grand Dictionnaire du Scrabbleur: Michel Pialat, Éditions Larousse.
- Larousse du Scrabble : Michel Pialat, Éditions Larousse.
- Nouvelle Encyclopédie du Scrabble: Michel Pialat, France Loisirs.
- Stratégie du Scrabble: Vincent Labbé, Éditions Larousse.
- Les Mots voisins: Florian Lévy y Gilles Blanchette (autoédition).
- Le PCS: Pierre-Claude Singer, Éditions Promolettres.